# Llanelli Rural
Llanelli Rural är en community i Storbritannien.   Den ligger i kommunen Carmarthenshire och riksdelen Wales, i den södra delen av landet, 280 km väster om huvudstaden London.
Llanelli Rural community ligger runt Llanelli community och omfattar dels delar av staden Llanelli, dels ett antal byar runt om staden, bland annat Pwll. 